# Carl Großmann
Carl Großmann (13 de diciembre de 1863 - 5 de julio de 1922) fue un asesino en serie alemán que canibalizaba a sus víctimas, apodado ''El carnicero de Berlín''. Se suicidó mientras esperaba el final del juicio principal sin dar una confesión completa, dejando en gran parte desconocido el alcance de sus crímenes y motivos. Se sospecha que pudo asesinar a más de 50 e incluso a más de 100 mujeres.

## Biografía
Carl Friedrich Wilhelm Großmann nació en Neuruppin cerca de Berlín en 1863. No se sabe gran cosa de sus primeros años, excepto que, tuvo encuentros sexuales de carácter sádico. Veinticinco detenciones a lo largo de su carrera delictiva incluyó tres condenas por abusar niños. Aunque trabajó de carnicero, Großmann prefirió vivir de la mendicidad en las calles, y su dinero lo gastaba en prostitutas.
Protegido por su hoja de veterano de la Primera Guerra Mundial, Großmann mataba a sus víctimas y vendía la carne en el mercado negro, cerca de la terminal del ferrocarril de Silesia, mientras que lanzaba sus huesos al río. La guerra y la posterior depresión de la República de Weimar, hizo que el hambre fuera un elemento habitual en las calles de Alemania, por lo que el pasado carnicero de Großmann le facilitó la venta de sus piezas de carne. 
En agosto de 1921, Großmann fue arrestado en su apartamento de Berlín después de que los vecinos escucharan gritos y ruidos de lucha violenta antes de que llegara el silencio absoluto. La policía registro su apartamento y encontraron a una mujer recientemente asesinada en la cama. Großmann fue arrestado y acusado de asesinato. Los vecinos explicaron que subía habitualmente acompañado de mujeres, jóvenes en su mayoría durante los últimos años. Nadie vio salir a alguna de ellas. 
Cuántas víctimas cayeron en las manos de Großmann es una dato que no se sabe con certeza. Solo se encontró el cuerpo de su última víctima. Según sus propias declaraciones una vez detenido, el asesino confesó que había aniquilado al menos unas cincuenta mujeres, habiendo abusado de ellas sexualmente antes de matarlas. 
Großmann se colgó en la celda de la cárcel mientras esperaba la ejecución de su pena de muerte.

## Literatura
- Niall Ferguson (2011), La guerra del mundo.
- Jesús Palacios (2001), Psychokillers: Anatomía del asesino en serie. Ediciones Temas de Hoy, p. 92
- Prima Littera (1998), ed. 3–5, Asociación Cultural Prima Littera, p. 100
- (en alemán) Matthias Blazek, Carl Großmann und Friedrich Schumann. Zwei Serienmörder in den zwanziger Jahren. Ibidem-Verlag, Stuttgart, ISBN 978-3-8382-0027-9
- (en alemán) Horst Bosetzky (2004), Die Bestie vom Schlesischen Bahnhof. Dokumentarischer Roman aus den 20er Jahren. Jaron-Verlag, Berlin, ISBN 3-89773-078-2
- (en inglés) Peter Haining, Cannibal Killers. Murderers who kill and eat their victims. Magpie Books, London, ISBN 1-84529-792-X, capítulo: „The Bread And Butter Brides“
- (en inglés) Maria Tatar (1995), Lustmord. Sexual Murder in Weimar Germany. Princeton University Press, Princeton NJ etc., ISBN 0-691-04338-8

- Datos: Q63976
- Multimedia: Carl Großmann / Q63976